# Ante Premužić
Ante Premužić (ur. 11 stycznia 1889 w Slavonskim Brodzie, zm. 30 listopada 1979 w Zagrzebiu) – inżynier leśnictwa, nauczyciel, wyższy doradca ministerialny.

## Życiorys
Po zakończeniu Królewskiego Wielkiego Gimnazjum w Požedze, skończył studia na Akademii Leśniczej w Zagrzebiu. Służył w licznych miejscach w Chorwacji, zajmując się zadaniami związanymi z budownictwem. Dwa razy pracował jako szef Wydziału Budowlanego ówczesnego Ministerstwa Lasów i Kopalni w Belgradzie. Był inicjatorem, projektantem i budowniczym licznych szlaków leśnych i górskich w Welebicie, ale i nad Jeziorami Plitwickimi, na Rabie, Mljecie i Krku. Pisał o roli leśnictwa i gór w rozwoju turystyki i rozważał problemy gospodarki leśnej i wiejskiej na krasie, promując polepszanie życia wieśniaków na chorwackim krasie. Był prawdziwym miłośnikiem przyrody, chronił i badał Welebit.
Najbardziej znany jest z projektu i wykonania szlaku turystycznego przez północny i środkowy Welebit, który został nazwany od jego imienia Szlakiem Premužicia, a który został sfinansowany dzięki jego wielkiemu przyjacielowi, koledze turyście górskiemu, żarliwemu miłośnikowi Welebitu, Ivanowi Krajačowi. Ten szlak był budowany od 1930 do 1933, kiedy Ante Premužić był referentem budownictwa w Dyrekcji Lasów w Sušaku, a po zakończeniu budowy był też dyrektorem tej Dyrekcji (w okresie między dwiema wojnami światowymi, kiedy Rijeka wchodziła w skład Włoch).
Krajač i Premužić, jako wielcy miłośnicy Welebitu, razem latami badali te chorwackie góry. Sam Krajač jest pionierem badania welebickich jaskiń, czym zasłużył się chorwackiej speleologii. W tym mu pomagał Premužić, z którym zbadał jaskinię Varnjačę w Rožanskich kukovach. Oprócz Szlaku Premužicia, ich wspólnie zrealizowane projekty to Schron Rossiego, druk przewodnika po Welebicie oraz schronisko na Zavižanie.